# Neoarcturus kensleyi
Neoarcturus kensleyi là một loài chân đều trong họ Holidoteidae. Loài này được Poore miêu tả khoa học năm 2003.